# Derek Deadman
Derek Deadman, född 1940, död 2014, var en brittisk skådespelare. Han spelade Ringo i 14 episoder av TV-serien Never the Twain, och spelade bartendern Tom, bartender på Den läckande Kitteln i Harry Potter och de vises sten. Han har ofta mindre roller i brittiska filmer. Han spelade även den hänsynslöse Sontaran Commander i the Doctor Who-episoden the Invasion of Time. Han spelade också Robert i filmen Time Bandits.